# Guevorik Poghosian
Guevorik Poghosian –en armenio, Գեվորիկ Պողոսյան– (13 de marzo de 1984) es un deportista armenio que compitió en halterofilia. Ganó una medalla de oro en el Campeonato Europeo de Halterofilia de 2010, en la categoría de 85 kg.

## Palmarés internacional
| Campeonato Europeo | Campeonato Europeo  | Campeonato Europeo | Campeonato Europeo |
| Año                | Lugar               | Medalla            | Categoría          |
| ------------------ | ------------------- | ------------------ | ------------------ |
| 2010               | Minsk (Bielorrusia) | Medalla de oro     | 85 kg              |